# Tiv
Tiv（日语： Tibu，1981年2月25日—）是韓國出身的女性漫画家、插畫家。

## 經歷
高麗大學日本語日本文学科中輟後，在SOFTMAX擔任畫圖工作、在NCSOFT擔任原畫工作，2005年後成為自由插畫家。
而後在日本的活動非常積極，以漫畫家的身分畫了出道作品。
2010年夏起，主要活動場所遷至日本，現居埼玉縣。

## 主要的作品

### 漫畫
- （WEBコミックハイ!） - 全2冊
- 神的記事本（月刊Comic電撃大王）
- 我們都還活著（Comic REX）
- 政宗君的復仇（Comic REX）
- 小森五重奏！（月刊Comic電擊大王）
- （スーパーダッシュ文庫） - 連載中
- 我的朋友很少 公式アンソロジーコミック3（月刊コミックアライブ）

### 插畫
- （GANGAN ONLINE、小説：唐辺葉介）－ 擔任插畫，全2冊
- （The Sneaker、小説：いとうのぶき） － 擔任插畫，全2冊
- （文藝春秋、小説：藤野千夜）  擔任插畫
- （携帯サイト） － 擔任角色插畫（まほ）
- （ガンガンONLINE、2009年7月23日・2010年12月23日）
- （ガガガ文庫） － 擔任插畫（全3冊）
- （MF文庫J、小說：內田俊）  擔任插畫，全3冊
- 鎖鎖美小姐@不好好努力 － 動畫第5話・提供バック
- 向陽素描  － 封面
- 偶像大师 灰姑娘女孩  － 封面
- （講談社・青い鳥文庫）－ 封面、插畫
- 如果折斷她的旗 － 動畫第9話・片尾插画
- 電器街的漫畫店 － 動畫第1話・片尾插画
- 请问您今天要来点兔子吗？？ － 动画重播版第9话・片尾插画
- 情色漫畫老師 － 負責動畫劇中繪師『情色漫畫老師』所繪之插圖
- 寄宿學校的茱麗葉 － 動畫第7話·片尾插畫

### 遊戲
- 仙境傳說 - 負責部分的插畫
- 天翼之鍊 - 負責部分的插畫
- EZ2DJ 4th Trax -Over Mind-（音樂：Delight/BGA 制作・編輯） - 負責插圖
- DJMAX（音樂：Sunny Side, Ladymade Star/BGA 制作・編輯） - 負責插圖

### 動畫
- 側車搭檔-人物原案

## 畫冊
- Tivイラスト集 Girls Symphony(出版社:学研パブリッシング)

## 外部連結
- Atelier Tiv artworks - 本人的網誌

1. ↑  據1卷。